# سان فراتيلو
فيلادنت أو سان فراتيلو (بالإيطالية: San Fratello)‏ هي بلدية في مقاطعة مِسينة في صقلية الإيطالية.

## السكان
في سنة 1861 بلغ عدد السكان 7٬153 نسمة، وتطور العدد ليصل في سنة 2011 لـ 3٬942 نسمة.
يظهر هذا المخطط البياني تطور النمو السكاني لـ سان فراتيلو

## توأمة
لسان فراتيلو اتفاقيات توأمة مع:
- فيجيو